# Western Local Escort Force
La Western Local Escort Force (WLEF) (en français : Force d'escorte locale de l'Ouest) désigne l'organisation d'escortes anti-sous-marines pour les convois commerciaux de la Seconde Guerre mondiale, depuis les villes portuaires nord-américaines jusqu'au Western Ocean Meeting Point (WOMP ou WESTOMP), près de Terre-Neuve, où les navires de la Mid-Ocean Escort Force (MOEF) protègent les convois en route vers les îles britanniques,.

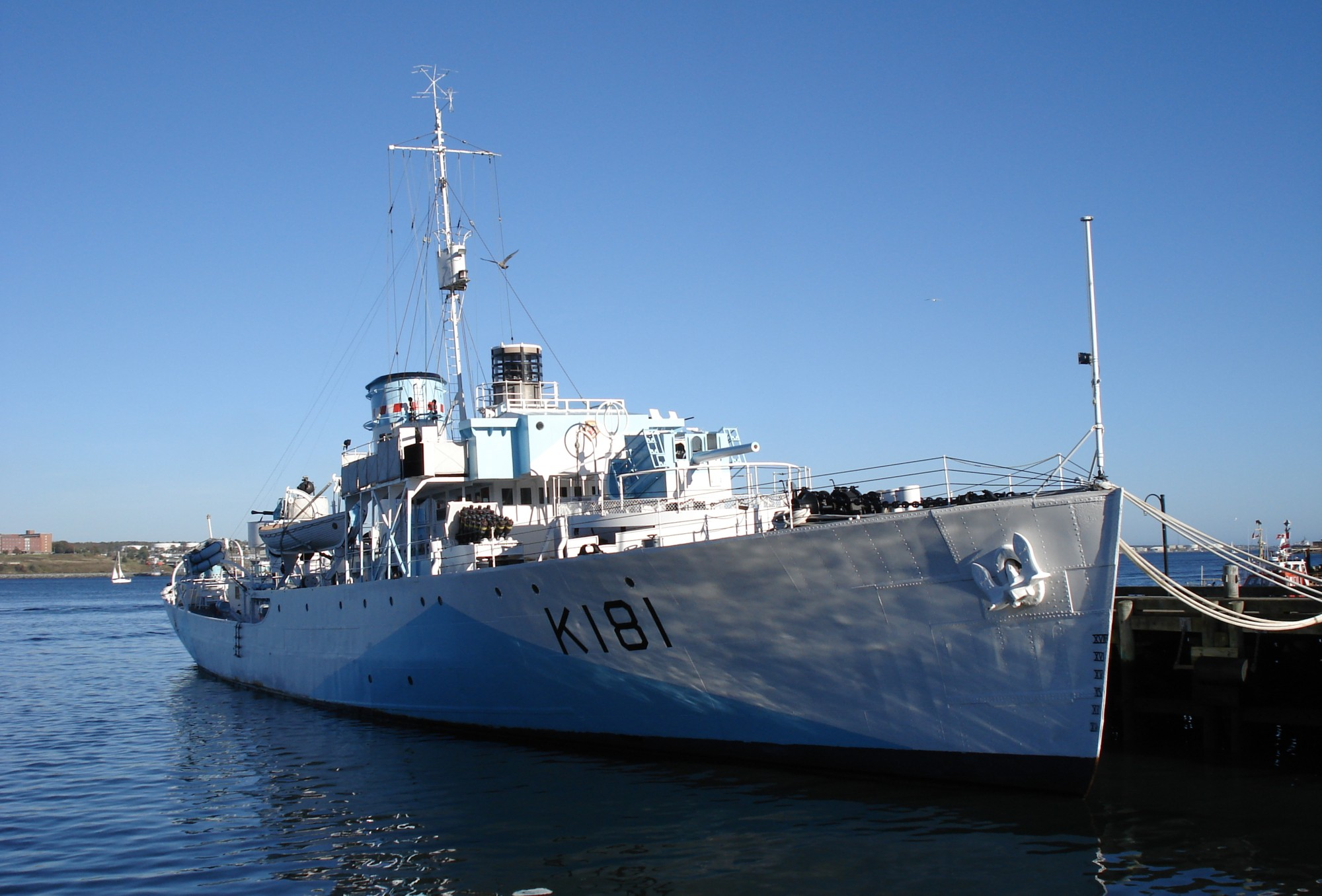
Le, conservé dans le port de Halifax, est le témoin des corvettes canadiennes de la classe Flower qui constituent l'épine dorsale du WLEF.

## Contexte
Sur la base de l'expérience acquise pendant la Première Guerre mondiale, l'Amirauté a institué des convois commerciaux dans les eaux côtières du Royaume-Uni à partir de septembre 1939. Les convois se sont progressivement étendus vers l'ouest jusqu'à ce que le convoi HX-129 quitte Halifax en Nouvelle-Écosse le 27 mai 1941, tout premier convoi escorté pendant toute la traversée depuis le Canada. La neutralité américaine offrait une certaine protection dans les eaux côtières nord-américaines jusqu'à la déclaration de guerre des États-Unis en décembre 1941.

## Organisation
La Marine royale canadienne a mis sur pied la Western Local Escort Force basée à Halifax en février 1942, alors que les sous-marins allemands U-Boote commençaient à patrouiller les eaux côtières nord-américaines pendant le "second happy time". La Royal Navy a fourni à la WLEF douze vieux destroyers à courte portée bien équipés pour la lutte anti-sous-marine et dotés d'un personnel expérimenté. Des corvettes canadiennes de la classe Flower et des dragueurs de mines de la classe Bangor nouvellement mis en service ont été affectés à la WLEF. Les destroyers de la classe Town le St. Clair, le Columbia, et le Niagara furent affectés à la WLEF après que leur endurance se soit révélée insuffisante pour les missions de la MOEF. Durant l'hiver 1942-43, certains de ces destroyers furent organisés en groupes de trois navires de la Western Support Force (WSF) (Force de soutien de l'Ouest) pour renforcer la protection des convois attaqués dans l'Atlantique Ouest.

## Opérations
La WLEF était théoriquement organisé en huit groupes d'escorte capables de fournir une escorte de quatre à six navires à chaque convoi. Les affectations des groupes d'escorte du WLEF étaient plus dynamiques que celles des groupes d'escorte du MOEF, et les escortes du WLEF travaillaient rarement avec la même équipe de navires dans des convois successifs. Un groupe d'escorte WLEF rencontrait généralement un convoi en direction de l'ouest au point de rendez-vous WOMP, puis des navires WLEF étaient détachés avec des éléments du convoi se dirigeant séparément vers Halifax, Sydney en Nouvelle-Écosse, les ports du Québec sur le fleuve Saint-Laurent, Saint-Jean (Nouveau-Brunswick), Boston, Massachusetts ou New York. Certaines escortes WLEF étaient affectées à des convois côtiers allant jusqu'à la mer des Caraïbes. Les convois HX et SC se dirigeant vers l'Est travaillaient en formation inversée avec quelques escortes WLEF à New York et en récupéraient d'autres lorsque des navires les rejoignaient depuis les ports de la Nouvelle-Angleterre ou des Maritimes. Les escortes à courte distance ou celles qui connaissaient des pannes mécaniques pouvaient être détachées et remplacées de la même manière à des points intermédiaires entre le point  WOMP et New York. Le lieu le plus fréquent pour les échanges d'escortes était le Halifax Ocean Meeting Point (HOMP) au large du port d'attache du WLEF à Halifax.
La WLEF opérait exclusivement à portée des bombardiers de patrouille anti-sous-marins, bien que les conditions météorologiques limitaient souvent les activités aériennes. Les U-Boote se déployaient avec prudence dans les secteurs de patrouilles aériennes, de sorte que les rencontres individuelles avec des sous-marins allemands de étaient plus fréquentes que les attaques groupées en "meutes de loups gris". Le nom a été raccourci en Western Escort Force (WEF) à l'été 1943.

## Chronologie des principaux événements de combat
- 12 mai 1942 - Le U-553 coulé deux navires dans le fleuve Saint-Laurent[14].
- 6 juillet 1942 - Le U-132 coule trois navires du convoi QS 15 escorté par les dragueurs de mines canadiens de classe Bangor, le HMS Bangor et le NCSM Drummondville[15].
- 20 juillet 1942 - Le U-132 coule un navire du convoi QS 19 escorté par la corvette de classe Flower NCSM Weyburn, le dragueur de mines de classe Bangor NCSM Chedabucto et les vedettes anti-sous-marines Q059, Q064 et Q074[15].
- 29 juillet 1942 - Le U-132 coule un navire du convoi ON 113 escorté par la WLEF[16].
- 27 août 1942 - La corvette de classe Flower NCSM Oakville coule le U-94 tandis que le U-511 coule deux navires du convoi TAW 15[17].
- 3 septembre 1942 - Le U-517 coule un navire du convoi NL 6 escorté par la corvette de classe Flower NCSM Weyburn et le dragueur de mines de classe Bangor NCSM Clayoquot[18].
- 6-7 septembre 1942 - Le U-165 coule un navire et les yachts armés NCSM Raccoon et le U-517 coule trois navires du convoi QS 33 escorté par la corvette de classe Flower NCSM Arrowhead, les dragueurs de mines de classe Bangor NCSM HMCS Truro et HMCS Vegreville, et les vedettes motorisées Q065 et Q083[18].
- 7-8 septembre 1944 - La corvette de classe Flower NCSM Norsyd attaque le U-541 dans le golfe du Saint-Laurent[19].
- 11 septembre 1942 - Le U-517 coule la corvette de classe Flower HMCS Charlottetown qui voyageait avec le dragueur de mines de classe Bangor Clayoquot[18].
- 15-16 septembre 1942 - Le U-517 coule deux navires et le U-165 coule deux navires du convoi SQ 36 escorté par le destroyer de classe Town HMS Salisbury, la corvette de classe Flower NCSM Arrowhead, le dragueur de mines de classe Bangor NCSM Vegreville et trois vedettes à moteur[18].
- 21 septembre 1942 - Le dragueur de mines de classe Bangor NCSM Georgian défend le convoi SQ 38 du U-517 [18].
- 13 octobre 1942 - Le U-69 coule le ferry SS Caribou du convoi NL 9 escorté par les corvettes de classe Flower NCSM Trail, NCSM Arrowhead et NCSM Shawinigan[20].
- 14 octobre 1944 - Le U-1223 torpille la frégate de classe River NCSM Magog qui escortait le convoi ONS 33G dans le golfe du Saint-Laurent [21].
- 23 octobre 1944 - Trois torpilles du U-1221 ont raté le navire de guerre Lady Rodney au large de Halifax[22].
- 2 novembre 1944 - Le U-1223 torpille le cargo SS Fort Thompson dans le golfe du Saint-Laurent[22].
- 14 janvier 1945 - Le U-1232 torpille le Liberty ship SS Martin van Buren et les pétroliers Athelviking et British Freedom au large du port de Halifax[23].

## Itinéraires des convois
- AH - d'Aruba au port d'Halifax : une brève série de pétroliers de juillet à septembre 1942
- BS - de Corner Brook, (Terre-Neuve) à Sydney (Nouvelle-Écosse)
- BW - ee Sydney (Nouvelle-Écosse), à Saint-Jean de Terre-Neuve
- BX - de Boston au port de Halifax
- CL - de Saint-Jean de Terre-Neuve à Sydney (Nouvelle-Écosse)
- FH - ee Saint-Jean (Nouveau-Brunswick) au port de Halifax
- HA - du port de Halifax à Curaçao (1942)
- HF - du port de Halifax à Saint-Jean (Nouveau-Brunswick)
- HHX - Le port de Halifax accueille les convois HX en provenance de New York au point de rencontre océanique de Halifax (HOMP)
- HJ - eu port de Halifax à Saint-Jean de Terre-Neuve
- HON - Convois ON entre le port de Halifax et au point de rencontre de l'océan à Halifax (HOMP)
- HS - du port de Halifax à Sydney (Nouvelle-Écosse)
- HT - du port de Halifax à Trinidad (remplacé par des convois d'AP)
- JH - de Saint-Jean de Terre-Neuve au port de Halifax
- JN - de Saint-Jean de Terre-Neuve au Labrador
- LC - de Sydney (Nouvelle-Écosse) à Saint-Jean de Terre-Neuve
- LN - eu fleuve Saint-Laurent au Labrador
- NJ - des côtes de Terre-Neuve jusqu'à Saint-Jean de Terre-Neuve
- NL - du Labrador au fleuve Saint-Laurent
- QS - du Québec à Sydney (Nouvelle-Écosse)
- SB - de Sydney (Nouvelle-Écosse) à Corner Brook (Terre-Neuve)
- SH - de Sydney (Nouvelle-Écosse) au port de Halifax
- SHX - de Sydney (Nouvelle-Écosse) vers les convois HX
- SQ - de Sydney (Nouvelle-Écosse) au Québec
- TH - de Trinidad au port de Halifax
- WS - de Wabana (Terre-Neuve) à Sydney (Nouvelle-Écosse)
- XB - du port de Halifax à Boston [24]